# Château d'Hautefaye
Le château d'Hautefaye, parfois aussi appelé château de Haute Faye, est situé sur la commune d'Issoudun-Létrieix, dans le département de la Creuse, région Nouvelle-Aquitaine, en France.

## Historique
Sa construction date des XVe et XVIe siècles.
Une restauration a eu lieu vers 1958 et le château a alors fait l'objet d'une proposition d'inscription à l'inventaire supplémentaire.

## Architecture
Il est constitué d'un corps de logis « en L » avec une petite tour au centre et d'un donjon (à son coin Est) relié au logis par une aile droite.